# Butterfly World Tour
The Butterfly World Tour fue la tercera gira musical de la cantautora estadounidense Mariah Carey. Incluye conciertos en Asia y Oceanía, realizados durante el año 1998, para promover su álbum de estudio, Butterfly.

## Historia
Tres meses después del lanzamiento del sexto álbum de estudio, Butterfly, Carey inició los ensayos para la gira en diciembre de 1997. Posteriormente, la gira inició en enero de 1998 en la ciudad de Tokio, Japón.
Esta gira tuvo más fechas en comparación con sus anteriores giras, el Daydream World Tour y el Music Box Tour. Durante este recorrido, Carey visitó Taiwán y Australia, por primera vez, y Asia por segunda vez (un concierto como artista intérprete o ejecutante). También se incluyó una fecha en Honolulu, Estados Unidos. 
Algunas canciones de la gira fueron seleccionadas y lanzadas en el DVD "Around the World" de 1999, aunque algunas versiones de las canciones fueron abreviadas.
El tour resultó un gran éxito, sobre todo en Japón, ya que las entradas para los 4 shows en el Tokyo Dome se vendieron en una hora, aproximadamente 200.000 entradas, sobrepasando el récord que tuvo su gira anterior, Daydream World Tour.

## Repertorio
1. "Looking In"/"Butterfly" (introducción)
2. "Emotions"
3. "The Roof (Back in Time)"
4. "My All"
5. "Close My Eyes" (con outro extendido)
6. "Daydream Interlude" (Fantasy Sweet Dub Mix) (presentado por los bailarines)
7. "Dreamlover"
8. "I'll Be There" (con Trey Lorenz)
9. "Make You Happy" (interpretado por Trey Lorenz)
10. "Make It Happen"
11. "One Sweet Day"
12. "Ain't Nobody" (introducción a la banda)
13. "Fantasy" (Bad Boy Remix)
14. "Breakdown"
15. "Put Your Hands Where My Eyes Could See" (presentado por los bailarines)
16. "Honey" (con elementos de "Bad Boy Remix")
17. "Vision of Love"
18. "Butterfly"
19. "Without You"
20. "Hero"
21. "Butterfly Reprise" (Outro)

Notas:
- "Babydoll" se realizó en Tokio y el segundo show de Sydney.
- "Vanishing" se presentó en el segundo espectáculo de Sydney.
- "Without You" no se realizó en Tokio y Honolulu.
- "All i want for christmas is you" se realizó como bis en Tokio.
- "Whenever You Call" se realizó en Perth, Brisbane, Taipei y Honolulu.
- " Breakdown " no se realizó la primera noche en Tokio.
- Olivia Newton-John se unió a Carey durante la presentación de " Hopefully Devoted to You " en el programa de Melbourne.

## Fechas del Tour
| Asia                                                |           |                |                               |
| 11 de enero                                         | Tokio     | Japón          | Tokyo Dome                    |
| 14 de enero                                         | Tokio     | Japón          | Tokyo Dome                    |
| 17 de enero                                         | Tokio     | Japón          | Tokyo Dome                    |
| 20 de enero                                         | Tokio     | Japón          | Tokyo Dome                    |
| 24 de enero                                         | Taipéi    | Taiwán         | Taipei Municipal Stadium      |
| Oceanía                                             |           |                |                               |
| 31 de enero                                         | Brisbane  | Australia      | Brisbane Entertainment Centre |
| 2 de febrero                                        | Sídney    | Australia      | Sídney Entertainment Centre   |
| 6 de febrero                                        | Sídney    | Australia      | Sídney Entertainment Centre   |
| 10 de febrero                                       | Perth     | Australia      | Burswood Dome                 |
| 13 de febrero                                       | Melbourne | Australia      | Rod Laver Arena               |
| 16 de febrero (cancelado debido a la tensión vocal) | Melbourne | Australia      | Rod Laver Arena               |
| 21 de febrero                                       | Honolulu  | Estados Unidos | Aloha Stadium                 |

## Emisiones y grabaciones
- Muchos de los videos de la gira de Carey se utilizaron en el DVD "Around The World". Sin embargo, muchas de las ejecuciones fueron reducidas a la mitad de su longitud, por lo general con exclusión de la segunda verso y coro.
- La performance de "Whenever you call" en el Aloha Stadium oficial es el video musical de esa canción.
- La performance de "My All" en el Tokyo Dome se transmitió vía satélite para la edición 1998 de los premios American Music Awards.

- Datos: Q852369